# Liphistius yamasakii
Liphistius yamasakii is een spinnensoort uit de familie Liphistiidae. De soort komt voor in Thailand.